# Vilniz Zazis
Vilniz Zanis Zazis, född 7 mars 1946 i Köpings församling på Öland, är en känd svensk företagsledare i Flens kommun och tillika framgångsrik bandyspelare och tränare i Hälleforsnäs IF.
Zazis var tränare år 1979 när laget tog sig till semifinal mot Broberg IF. Har två söner i Henrik och Niklas som också spelat bandy i Hälleforsnäs IF. Den yngre Henrik har även spelat i KSK.